# مياه أوكاندو
مياه أوكاندو (بالإنجليزية: Maiah Ocando) هي ممثلة وشخصية إنترنت تعيش الآن في لوس أنجلوس، كاليفورنيا. ولدت في 1989 في بونتو فيخو، فنزويلا. درست تصميم الأزياء في معهد بريفيل وصناعة الأفلام في كلية السينما والتلفزيون في كراكاس. وهي مضيفة عرض الويب على موقع يوتيوب.

## الحياة الشخصية
تزوجت أوكاندو من الكاتب والمنتج غابرييل توريليس في عام 2014 في لوس أنجلوس، وهو منشئ ومنتج فيستو بوينو.